# Yusuf Haji Nur
Yusuf Haji Nur (somali: Yuusuf Xaaji Nuur)  ( - Turquia, 23 de juny de 2019) va ser un polític i advocat somali. Va ser el jutge en cap de Puntland.
L'1 de juliol de 2001, es va declarar president en funcions de Puntland després del final del mandat presidencial d'Abdullahi Yusuf Ahmed. Tanmateix, l'antic president va rebutjar la presidència de Yusuf Haji i va insistir que ell era el president legítim, fet que va provocar una guerra civil de dos anys a Puntlàndia. Yusuf va exercir com a president interí fins al 14 de novembre de 2001. Més tard es va convertir en advocat independent i va dirigir PARA LEGAL, un despatx d'advocats per a persones que no podien pagar els processos judicials.
El 16 d'agost de 2016, el president de Puntland, Abdiweli Mohamed Ali, va nomenar Nur com a president del Tribunal Suprem de Puntland. Abans d'això, Nur havia ocupat aquest càrrec sota Abdullahi Yusuf Ahmed. El 21 d'agost de 2016, Yusuf va prendre possessió.
El juny de 2019, Yusuf Haji Nur va morir a Turquia. El 23 de juny, el president de Puntland, Said Abdullahi Dani, va expressar el seu condol als familiars i amics propers del polític. També van expressar el seu condol per la mort de Nur el director d'informació del president de Somàlia, Abdinur Mohamed Ahmed, i el portaveu de la Cambra de Representants de Puntland, Abdihakin Mohamed Ahmed Dhobo Daarid. Va ser enterrat el 28 de juny de 2019.